# Günther Badtke
Friedrich Wilhelm Günther Badtke (* 13. März 1910 in Berlin; † 1967 in Halle (Saale)) war ein deutscher Augenarzt und Hochschullehrer.

## Leben und Werk
Nach dem Schulbesuch studierte er ab 1929 an der Universitäten Freiburg im Breisgau, Halle-Wittenberg und Rostock. An letztgenannter Universität promovierte er 1935 zum Dr. med. Abschließend ließ er sich bei Rudolf Thiel bis 1938 an der Universität Frankfurt am Main zum Augenarzt ausbilden. 1942 wurde er Dozent und Oberarzt an der Leopold-Franzens-Universität Innsbruck, wo er bis 1945 wirkte. Danach arbeitete er an der Augenabteilung des Städtischen Krankenhauses und der Poliklinik Frankfurt (Oder). Von 1953 bis 1964 war er Professor mit Lehrauftrag für Augenheilkunde an der Humboldt-Universität zu Berlin und wechselte danach an die Martin-Luther-Universität Halle-Wittenberg. Dort war er auch Direktor der Universitätsklinik und der Poliklinik für Augenkrankheiten. 1967 starb er im Alter von 57 Jahren.

## Schriften (Auswahl)
- Richtigstellung zu den Bemerkungen Sondermanns über meine Arbeit „Zu Sondermanns These“ usw. In: Albrecht von Graefes Archiv für Ophthalmologie 146 (1943), S. 442–446.
- Über Augenveränderungen bei Arhinencephalie. In: Albrecht von Graefes Archiv für Ophthalmologie 148 (1948), S. 490–514.
- Kritische Auswertung der modernen Theorien über die Myopiegenese und der Versuch einer einheitlichen Betrachtung des Problems aus dem Blickfeld der Mißbildungslehre. In: Albrecht von Graefes Archiv für Ophthalmologie 153 (1952), S. 231–272.
- Entwicklungsmechanische Faktoren bei der Formgebung des embryonalen Augapfels. In: Albrecht von Graefes Archiv für Ophthalmologie 152 (1952), S. 671–688.
- Die normale Entwicklung des menschlichen Auges. Leipzig 1958.
- Der Augenarzt. Thieme 1961.
- Störungen der Linsenentwicklung als Ursache von Missbildungen des vorderen Augenabschnitts. 1962.

## Ehrungen
- 1952: Albrecht-von-Graefe-Preis
- 1962: Verdienter Arzt des Volkes